# Bains
Pour les articles homonymes, voir Bains (homonymie).
Bains [bɛ̃s] est une commune française située dans le département de la Haute-Loire, en région Auvergne-Rhône-Alpes.

## Géographie

### Localisation
La commune de Bains se trouve dans le département de la Haute-Loire, en région Auvergne-Rhône-Alpes.
La commune, traversée par le 45e parallèle nord, est de ce fait située à égale distance du pôle Nord et de l'équateur terrestre (environ 5 000 km).
Elle se situe à 11 km par la route du Puy-en-Velay, préfecture du département, et à 12 km de Cussac-sur-Loire, bureau centralisateur du canton du Velay volcanique dont dépend la commune depuis 2015 pour les élections départementales.
Les communes les plus proches sont : Saint-Christophe-sur-Dolaizon (3,8 km), Vergezac (4,6 km), Sanssac-l'Église (4,7 km), Séneujols (5,5 km), Ceyssac (5,7 km), Chaspuzac (6,8 km), Saint-Jean-Lachalm (7,3 km), Saint-Vidal (7,5 km).
| Vergezac              | Sanssac-l'Église   | Ceyssac                       |
| Saint-Privat-d'Allier | Bains              | Saint-Christophe-sur-Dolaizon |
| Saint-Jean-Lachalm    | Saint-Jean-Lachalm | Séneujols                     |

### Géologie et relief
La commune se trouve dans le massif du Devès, la Vesseyre culmine à 1 279 m d'altitude au sein de son territoire.

### Climat
Pour des articles plus généraux, voir Climat d'Auvergne-Rhône-Alpes et Climat de la Haute-Loire.
En 2010, le climat de la commune est de type climat des marges montargnardes, selon une étude du Centre national de la recherche scientifique s'appuyant sur une série de données couvrant la période 1971-2000. En 2020, Météo-France publie une typologie des climats de la France métropolitaine dans laquelle la commune est exposée à un climat de montagne ou de marges de montagne et est dans la région climatique Sud-est du Massif Central, caractérisée par une pluviométrie annuelle de 1 000 à 1 500 mm, minimale en été, maximale en automne.
Pour la période 1971-2000, la température annuelle moyenne est de 7,9 °C, avec une amplitude thermique annuelle de 16 °C. Le cumul annuel moyen de précipitations est de 737 mm, avec 7,5 jours de précipitations en janvier et 6,6 jours en juillet. Pour la période 1991-2020, la température moyenne annuelle observée sur la station météorologique de Météo-France la plus proche, « Le Puy-Loudes », sur la commune de Chaspuzac à 7 km à vol d'oiseau, est de 9,1 °C et le cumul annuel moyen de précipitations est de 682,4 mm,. Pour l'avenir, les paramètres climatiques de la commune estimés pour 2050 selon différents scénarios d'émission de gaz à effet de serre sont consultables sur un site dédié publié par Météo-France en novembre 2022.

## Urbanisme

### Typologie
Au 1er janvier 2024, Bains est catégorisée commune rurale à habitat dispersé, selon la nouvelle grille communale de densité à sept niveaux définie par l'Insee en 2022.
Elle est située hors unité urbaine. Par ailleurs la commune fait partie de l'aire d'attraction du Puy-en-Velay, dont elle est une commune de la couronne,. Cette aire, qui regroupe 59 communes, est catégorisée dans les aires de 50 000 à moins de 200 000 habitants,.

### Occupation des sols
L'occupation des sols de la commune, telle qu'elle ressort de la base de données européenne d’occupation biophysique des sols Corine Land Cover (CLC), est marquée par l'importance des territoires agricoles (80,8 % en 2018), en diminution par rapport à 1990 (81,8 %). La répartition détaillée en 2018 est la suivante : 
prairies (42,4 %), zones agricoles hétérogènes (32,5 %), forêts (17,3 %), terres arables (5,9 %), zones urbanisées (1,9 %). L'évolution de l’occupation des sols de la commune et de ses infrastructures peut être observée sur les différentes représentations cartographiques du territoire : la carte de Cassini (XVIIIe siècle), la carte d'état-major (1820-1866) et les cartes ou photos aériennes de l'IGN pour la période actuelle (1950 à aujourd'hui).

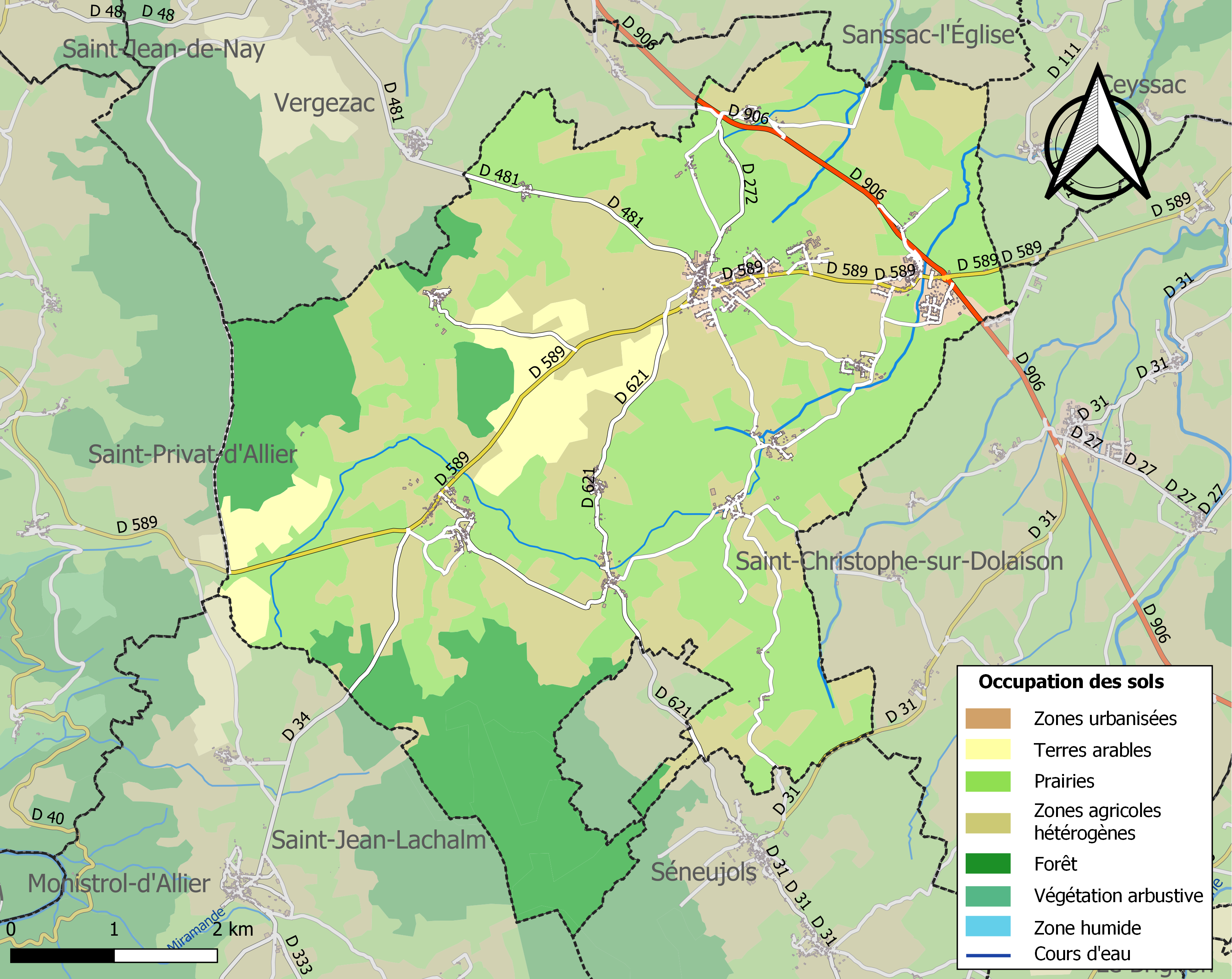
Carte des infrastructures et de l'occupation des sols de la commune en 2018 (CLC).
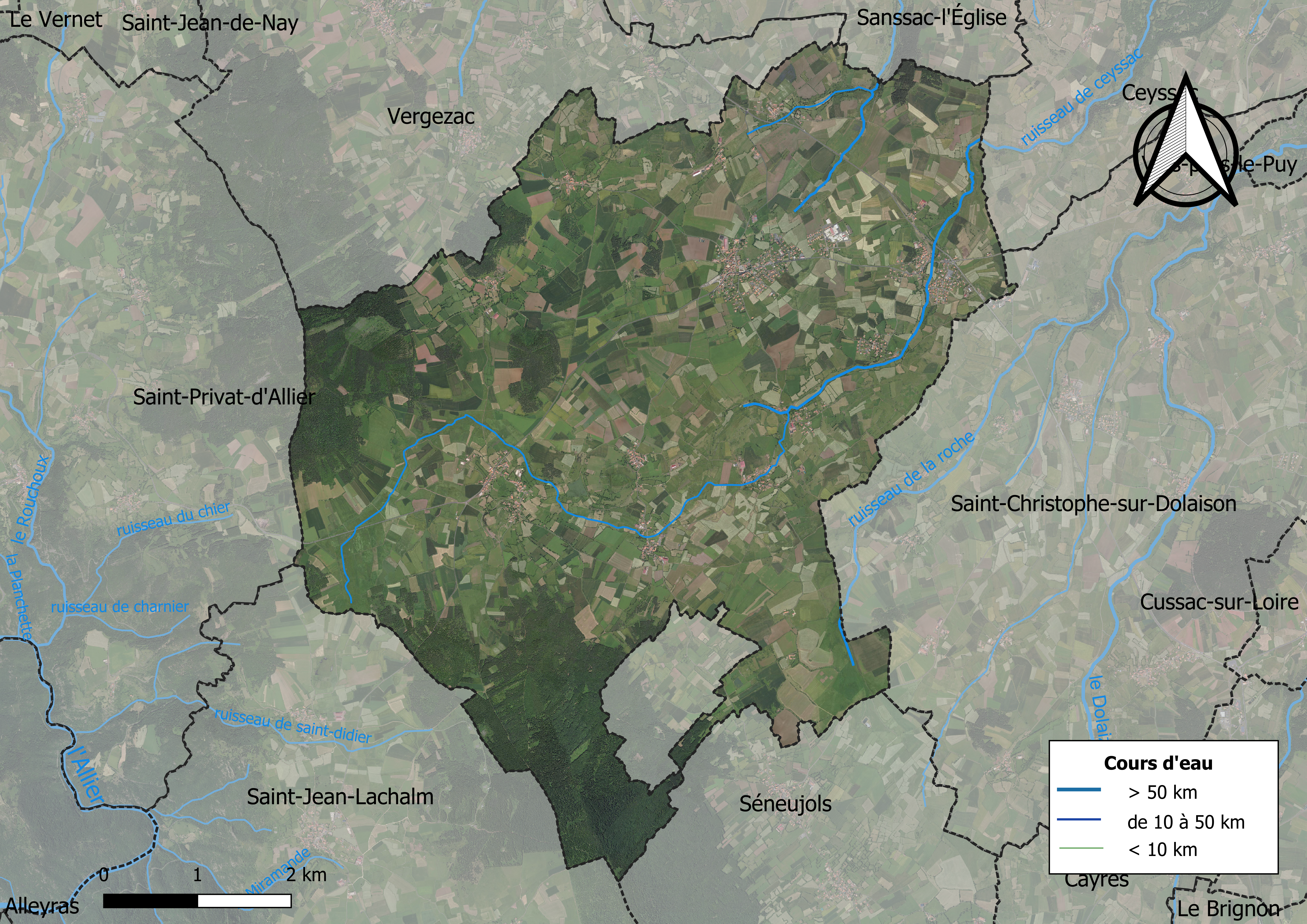
Carte orthophotographique de la commune.

### Habitat et logement
En 2018, le nombre total de logements dans la commune était de 729, alors qu'il était de 687 en 2013 et de 607 en 2008.
Parmi ces logements, 78,6 % étaient des résidences principales, 9,5 % des résidences secondaires et 11,9 % des logements vacants. Ces logements étaient pour 90,5 % d'entre eux des maisons individuelles et pour 9,4 % des appartements.
Le tableau ci-dessous présente la typologie des logements à Bains en 2018 en comparaison avec celle de la Haute-Loire et de la France entière. Une caractéristique marquante du parc de logements est ainsi une proportion de résidences secondaires et logements occasionnels (9,5 %) inférieure à celle du département (16,1 %) mais supérieure à celle de la France entière (9,7 %). Concernant le statut d'occupation de ces logements, 78,8 % des habitants de la commune sont propriétaires de leur logement (79,3 % en 2013), contre 70 % pour la Haute-Loire et 57,5 pour la France entière.
| Typologie                                               | Bains | Haute-Loire | France entière |
| ------------------------------------------------------- | ----- | ----------- | -------------- |
| Résidences principales (en %)                           | 78,6  | 71,5        | 82,1           |
| Résidences secondaires et logements occasionnels (en %) | 9,5   | 16,1        | 9,7            |
| Logements vacants (en %)                                | 11,9  | 12,4        | 8,2            |

## Toponymie
Anciennes mentions : In pago Vallaico, in villa quæ dicitur Bintis (985), Ecclesia de Bains (1105), Oppidum Ebais (XIIe siècle), Bais (1217), Castrum d'Esbais (1267), Ebayns (1329), Apud Esbayns (1333), Bayns (1335), Prioratus S. Fidis de Bains, ord. Conchiensis (1394), Prioratus de Balneis (1471), Baings (1571).

## Histoire
La voie Bolène, voie romaine appelée ainsi depuis le Moyen-Âge, vient de Lyon pour rejoindre Rodez en passant par Saint-Paulien et Javols. Elle traverse le territoire de la commune où elle arrive du nord par Saint-Paulien et contourne Montbonnet en empruntant en partie les routes départementales (en réalité, ce sont les routes départementales qui ont repris son tracé). La voie pavée poursuit ensuite son chemin en ligne droite au pied du mont Devès en direction du Bouchet-Saint-Nicolas.
Sur la hauteur de Montbonnet se trouvait une tour d'un âge indéterminé, peut-être à l'origine en bois, qui fut rasée en 1632. S'y trouve toujours la chapelle Saint-Roch, datant à l'origine du Xe siècle.
L'église Sainte-Foy fut bâtie au XIIe siècle, ainsi que le château-fort dont il est fait mention en 1227, année où le seigneur du lieu, Pons de Bains, chevalier issu de la famille De Saunier, reconnaît la suzeraineté de l'évêque du Puy.
En 1580, pour se venger d'un certain juge Bertrand qui avait fait emprisonner un de leurs amis, Louis, Antoine et Pons de La Tour de Bains, accompagnés du seigneur de Talode, violent son épouse, qui en mourut quelque temps après. En représailles le château est arasé. Reconstruit plus simplement, il passe à la famille Monteyremard en 1648, puis en 1692 est vendu à Antoine de Bellidentis de Landes, et reste dans sa  famille jusqu'à la Révolution.

### Pèlerinage de Compostelle
Sur la via Podiensis du pèlerinage de Saint-Jacques-de-Compostelle.
On vient de Saint-Christophe-sur-Dolaizon, la prochaine commune est Saint-Privat-d'Allier.
Le passage à Bains de nombreux pèlerins ne peut être contesté et l'itinéraire proposé au-delà demeure très plausible, surtout si l'on considère que le village de Fay est mentionné en 1236 dans le cartulaire des Templiers. Cet ordre ayant pris une part importante dans la protection des pèlerins, nous sommes vraisemblablement en présence d'un ancien mais authentique chemin de Saint-Jacques.

## Politique et administration

### Découpage territorial
La commune de Bains est membre de la communauté d'agglomération du Puy-en-Velay, un établissement public de coopération intercommunale (EPCI) à fiscalité propre créé le 26 décembre 2016 dont le siège est à Le Puy-en-Velay. Ce dernier est par ailleurs membre d'autres groupements intercommunaux.
Sur le plan administratif, elle est rattachée à l'arrondissement du Puy-en-Velay, au département de la Haute-Loire, en tant que circonscription administrative de l'État, et à la région Auvergne-Rhône-Alpes.
Sur le plan électoral, elle dépend du canton du Velay volcanique pour l'élection des conseillers départementaux, depuis le redécoupage cantonal de 2014 entré en vigueur en 2015, et de la deuxième circonscription de la Haute-Loire   pour les élections législatives, depuis le redécoupage électoral de 1986.

### Élections municipales et communautaires

#### Élections de 2020
Le conseil municipal de Bains, commune de plus de 1 000 habitants, est élu au scrutin proportionnel de liste à deux tours (sans aucune modification possible de la liste), pour un mandat de six ans renouvelable. Compte tenu de la population communale, le nombre de sièges à pourvoir lors des élections municipales de 2020 est de 15. Les quinze conseillers municipaux sont élus au premier tour avec un taux de participation de 31,86 %, issus de la seule liste candidate, conduite par Gérard Fouillit. Gérard Fouillit est élu nouveau maire de la commune le 23 mai 2020.
Le  siège attribué à la commune au sein du conseil communautaire de la communauté d'agglomération du Puy-en-Velay est alloué également à la liste de Gérard Fouillit.

#### Liste des maires
| Période                                  | Période   | Identité               | Étiquette | Qualité |
| ---------------------------------------- | --------- | ---------------------- | --------- | --- |
| Les données manquantes sont à compléter. |           |                        |           | |
| mars 1989                                | mai 2020  | Michel Decolin         | UDI       | Retraité Conseiller général du canton de Solignac-sur-Loire (1992-2015) Ancien vice-président du conseil général Conseiller départemental du canton du Velay volcanique (2015) |
| mai 2020                                 | mars 2021 | Gérard Fouillit,       |           | |
| mai 2021                                 | En cours  | Marie-Françoise Favier |           | |

## Population et société

### Démographie

#### Évolution démographique
L'évolution du nombre d'habitants est connue à travers les recensements de la population effectués dans la commune depuis 1793. Pour les communes de moins de 10 000 habitants, une enquête de recensement portant sur toute la population est réalisée tous les cinq ans, les populations de référence des années intermédiaires étant quant à elles estimées par interpolation ou extrapolation. Pour la commune, le premier recensement exhaustif entrant dans le cadre du nouveau dispositif a été réalisé en 2005.

En 2022, la commune comptait 1 387 habitants, en évolution de +2,97 % par rapport à 2016 (Haute-Loire : +0,36 %, France hors Mayotte : +2,11 %).
| 1793  | 1800 | 1806 | 1821  | 1831  | 1836  | 1841  | 1846  | 1851  |
| ----- | ---- | ---- | ----- | ----- | ----- | ----- | ----- | ----- |
| 1 182 | 866  | 934  | 1 063 | 1 155 | 1 142 | 1 041 | 1 086 | 1 074 |

| 1856  | 1861  | 1866  | 1872  | 1876  | 1881  | 1886  | 1891  | 1896  |
| ----- | ----- | ----- | ----- | ----- | ----- | ----- | ----- | ----- |
| 1 076 | 1 120 | 1 233 | 1 249 | 1 282 | 1 354 | 1 413 | 1 362 | 1 418 |

| 1901  | 1906  | 1911  | 1921  | 1926  | 1931  | 1936  | 1946  | 1954  |
| ----- | ----- | ----- | ----- | ----- | ----- | ----- | ----- | ----- |
| 1 467 | 1 415 | 1 341 | 1 329 | 1 222 | 1 221 | 1 175 | 1 128 | 1 017 |

| 1962 | 1968 | 1975 | 1982 | 1990 | 1999  | 2005  | 2006  | 2010  |
| ---- | ---- | ---- | ---- | ---- | ----- | ----- | ----- | ----- |
| 903  | 859  | 852  | 841  | 917  | 1 030 | 1 122 | 1 131 | 1 270 |

| 2015  | 2020  | 2022  | - | - | - | - | - | - |
| ----- | ----- | ----- | - | - | - | - | - | - |
| 1 328 | 1 388 | 1 387 | - | - | - | - | - | - |

#### Pyramide des âges
La population de la commune est relativement jeune.
En 2018, le taux de personnes d'un âge inférieur à 30 ans s'élève à 34,8 %, soit au-dessus de la moyenne départementale (31 %). À l'inverse, le taux de personnes d'âge supérieur à 60 ans est de 26 % la même année, alors qu'il est de 31,1 % au niveau départemental.
En 2018, la commune comptait 705 hommes pour 659 femmes, soit un taux de 51,69 % d'hommes, largement supérieur au taux départemental (49,13 %).
Les pyramides des âges de la commune et du département s'établissent comme suit.
| Hommes | Classe d’âge | Femmes |
| ------ | ------------ | ------ |
| 0,7    | 90 ou +      | 0,9    |
| 7,0    | 75-89 ans    | 7,3    |
| 18,5   | 60-74 ans    | 17,6   |
| 20,7   | 45-59 ans    | 21,1   |
| 18,2   | 30-44 ans    | 18,4   |
| 16,9   | 15-29 ans    | 16,5   |
| 18,0   | 0-14 ans     | 18,2   |

| Hommes | Classe d’âge | Femmes |
| ------ | ------------ | ------ |
| 0,9    | 90 ou +      | 2,5    |
| 8,4    | 75-89 ans    | 11,7   |
| 20,4   | 60-74 ans    | 20,5   |
| 21,3   | 45-59 ans    | 20,3   |
| 16,8   | 30-44 ans    | 16,3   |
| 15,2   | 15-29 ans    | 13,2   |
| 17     | 0-14 ans     | 15,6   |

## Économie

### Revenus
En 2018, la commune compte 563 ménages fiscaux, regroupant 1 341 personnes. La médiane du revenu disponible par unité de consommation est de 20 030 € (20 800 € dans le département).

### Emploi
| Division       | 2008  | 2013  | 2018  |
| -------------- | ----- | ----- | ----- |
| Commune        | 2,7 % | 6,1 % | 5 %   |
| Département    | 6,3 % | 7,7 % | 7,7 % |
| France entière | 8,3 % | 10 %  | 10 %  |

En 2018, la population âgée de 15 à 64 ans s'élève à 860 personnes, parmi lesquelles on compte 80,2 % d'actifs (75,1 % ayant un emploi et 5 % de chômeurs) et 19,8 % d'inactifs,. Depuis 2008, le taux de chômage communal (au sens du recensement) des 15-64 ans est inférieur à celui de la France et du département.
La commune fait partie de la couronne de l'aire d'attraction du Puy-en-Velay, du fait qu'au moins 15 % des actifs travaillent dans le pôle,. Elle compte 328 emplois en 2018, contre 305 en 2013 et 331 en 2008. Le nombre d'actifs ayant un emploi résidant dans la commune est de 652, soit un indicateur de concentration d'emploi de 50,3 % et un taux d'activité parmi les 15 ans ou plus de 62,4 %.
Sur ces 652 actifs de 15 ans ou plus ayant un emploi, 165 travaillent dans la commune, soit 25 % des habitants. Pour se rendre au travail, 84,6 % des habitants utilisent un véhicule personnel ou de fonction à quatre roues, 0,3 % les transports en commun, 8,3 % s'y rendent en deux-roues, à vélo ou à pied et 6,8 % n'ont pas besoin de transport (travail au domicile).

### Activités hors agriculture
84 établissements sont implantés  à Bains au 31 décembre 2019. Le tableau ci-dessous en détaille le nombre par secteur d'activité et compare les ratios avec ceux du département,.
| Secteur d'activité                                                                                        | Commune | Commune | Département |
| Secteur d'activité                                                                                        | Nombre  | %       | %           |
| --- | ------- | ------- | ----------- |
| Ensemble                                                                                                  | 84      |         |             |
| Industrie manufacturière, industries extractives et autres                                                | 3       | 3,6 %   | (14,2 %)    |
| Construction                                                                                              | 17      | 20,2 %  | (13,9 %)    |
| Commerce de gros et de détail, transports, hébergement et restauration                                    | 30      | 35,7 %  | (28,8 %)    |
| Activités financières et d'assurance                                                                      | 2       | 2,4 %   | (4,4 %)     |
| Activités immobilières                                                                                    | 2       | 2,4 %   | (3,9 %)     |
| Activités spécialisées, scientifiques et techniques et activités de services administratifs et de soutien | 8       | 9,5 %   | (11,6 %)    |
| Administration publique, enseignement, santé humaine et action sociale                                    | 15      | 17,9 %  | (13,3 %)    |
| Autres activités de services                                                                              | 7       | 8,3 %   | (8 %)       |

Le secteur du commerce de gros et de détail, des transports, de l'hébergement et de la restauration est prépondérant sur la commune puisqu'il représente 35,7 % du nombre total d'établissements de la commune (30 sur les 84 entreprises implantées  à Bains), contre 28,8 % au niveau départemental.

### Agriculture
La commune fait partie de la petite région agricole dénommée « Velay Basaltique ». En 2010, l'orientation technico-économique de l'agriculture  sur la commune est la production de bovins, orientation lait.
|                                   | 1988  | 2000 | 2010 |
| --------------------------------- | ----- | ---- | ---- |
| Exploitations                     | 83    | 67   | 52   |
| Superficie agricole utilisée (ha) | 2 771 | 2610 | 2567 |

Le nombre d'exploitations agricoles en activité et ayant leur siège dans la commune est passé de 83 en 1988 à 67 en 2000 puis à 52 en 2010, soit une baisse de 37 % en 22 ans. Le même mouvement est observé à l'échelle du département qui a perdu pendant cette période 43 % de ses exploitations. La surface agricole utilisée sur la commune a également diminué, passant de 2 771 ha en 1988 à 2 567 ha en 2010. Parallèlement la surface agricole utilisée moyenne par exploitation a augmenté, passant de 33 à 49 ha.

## Culture locale et patrimoine

### Lieux et monuments
Vestiges du château, croix de fer forgé près de l'église, et de vieilles maisons.
Le lieu-dit Chantoin est une ancienne possession de l'ordre du Temple (templiers) puis à partir du XIVe siècle on y trouve trois fermes de l'ordre de Saint-Jean de Jérusalem qui faisaient partie de la commanderie de Devesset au sein du grand prieuré d'Auvergne.

#### Église Sainte-Foy
L’église paroissiale des XIIe et XIIIe siècles présente un portail surmonté d'un arc à voussure polylobée.
À remarquer à l'extérieur, un enfeu latéral côté sud, traces d'un titre seigneurial, et les voussures du portail d'entrée.
À l'intérieur, une cuve baptismale et une pietà.
Cette église primitivement dédiée à saint Martial, passa vers 1105 sous le vocable de Sainte-Foy, dépendant ainsi de Conques jusqu'en 1613.

#### Chapelle Saint-Roch de Montbonnet

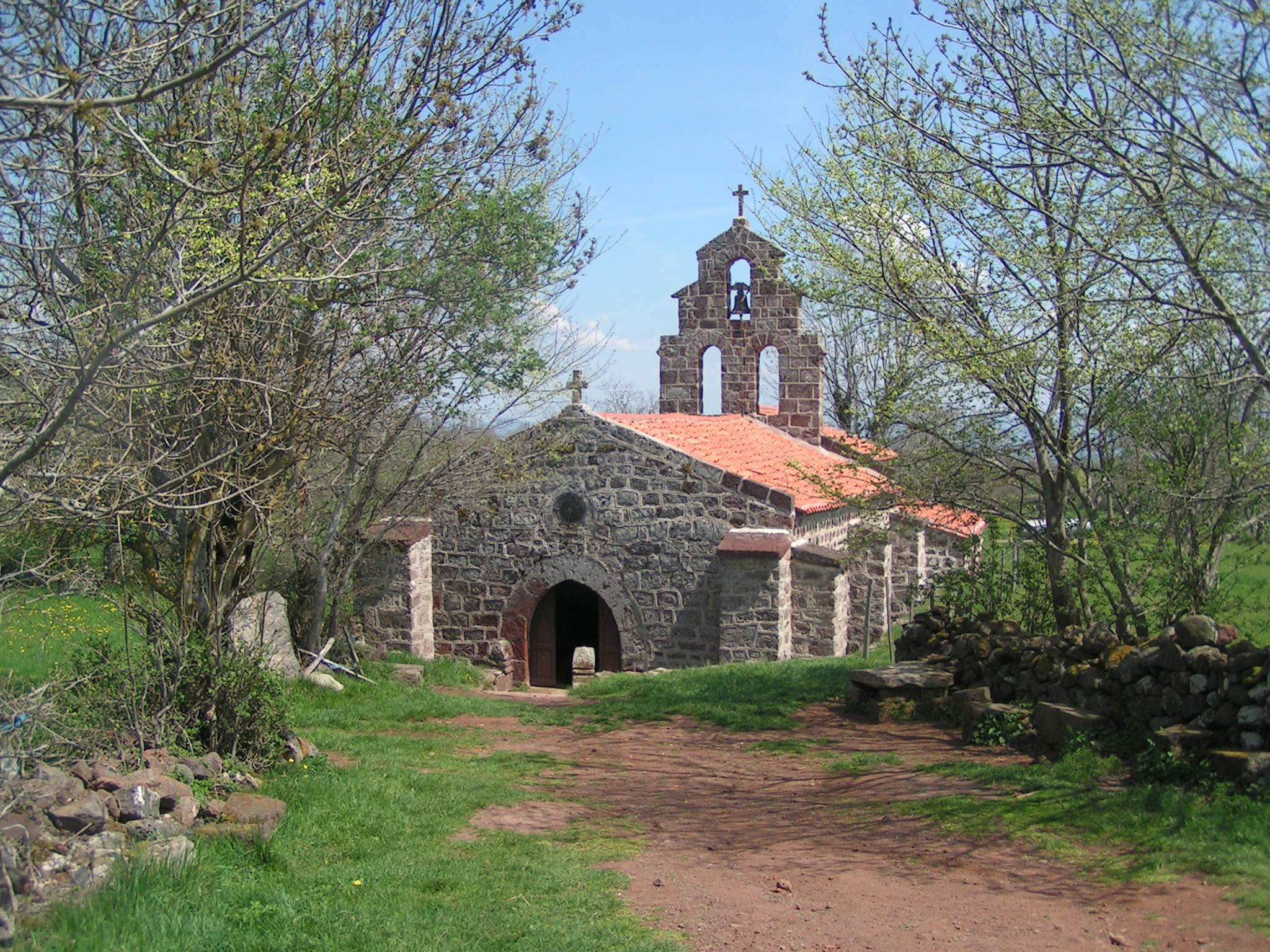
Chapelle Saint-Roch.

L'oratoire primitif fut construit par la famille de Montlaur dont les armoiries sont sur la clé de voûte de la chapelle. Saint Bonnet en devint le premier patron. On y honora aussi sainte Bonnette d'Alvier, leurs statues figurent dans la chapelle.
Cette chapelle du Xe siècle fut remaniée à plusieurs périodes. L'édifice fut dédié à saint Roch, lors de l'extension du culte de ce saint, devenu patron des pèlerins. Le chœur, voûté d’ogive, possède un chevet plat avec en clé les armes des Montlaur.
Un cimetière, un puits et un logement d'accueil, aujourd'hui disparus, jouxtaient cette chapelle érigée en bordure même de la voie suivie par les Jacquets.
Une légende s'attache à cette chapelle : les habitants de Bains, jaloux de la vénération de saint Roch à Montbonnet, voulurent ramener la statue chez eux ; ils la mirent sur un char tiré par un bœuf et un âne. En chemin les animaux refusèrent d'avancer et posèrent « pesamment » leurs sabots sur une pierre qui en garda l'empreinte.
La légende prétend aussi que les cailloux déposés sur cette pierre disparaissent la nuit suivante.

#### Autres monuments
- Croix de Bains, derrière l'église Sainte-Foy, inscrite monument historique en 1930
- Croix de Ramourouscoule, au lieu dit « Ramourouscoule », inscrite monument historique en 1930
- Maison d'assemblée d'Augeac, inscrite monument historique en 1990

### Personnalités liées à la commune
- Jean Boissel

### Héraldique
| Blason de Bains | Blason  | Parti : au 1er de gueules à une statue de saint Roch d'argent surmontée de trois quintefeuilles d'or mal ordonnées, au 2d coupé : au I d'azur à l'église du lieu d'or, au II d'or à un mouton arrêté de sable, le museau, les oreilles et les pattes d'argent. |
| Blason de Bains | Détails | Le statut officiel du blason reste à déterminer. |